# Epifania de Miquel Àngel
Epifania és un dibuix en carbonet de l'artista del renaixement italià Michelangelo Buonarroti, datat circa 1550-1553. Està realitzat sobre vint-i-sis làmines de paper amb unes dimensions de 232 cm d'altura per 165 cm d'amplada. El dibuix consta de cinc personatges principals (la Mare de Déu amb l'Infant Jesús, Sant Josep, Sant Joan Baptista i una figura sense identificar) amb algunes altres figures menys definides al fons de l'obra. El dibuix ha passat per les mans de diversos propietaris; l'últim d'ells, l'escocès John Malcolm of Poltalloch, el va comprar per només 11 lliures i 6 penics. El seu fill, John Wingfield Malcolm, el va donar al Museu Britànic l'any 1893, on es conserva actualment.

## Autor
Miquel Àngel Buonarroti (Caprese, 6 de març de 1475 - Roma, 18 de febrer de 1564) va ser un escultor, pintor, dibuixant, poeta i arquitecte renaixentista. Va desenvolupar el seu treball a Florència i Roma. Va ser admirat i protegit per grans mecenes: a Florència, per la família Mèdici, i a Roma, pels papes Juli II, Lleó X, Climent VII i Pau III.
Va ser en aquests anys a Roma, i sobretot després de la mort de la seva amiga Vittoria Colonna (1547), que Miquel Àngel es va tornar més religiós, actitud ja demostrada anteriorment com es pot descobrir en uns poemes dirigits a la seva amiga en els que parla del pecat i la salvació eterna, amb un to d'angoixa i amargor. En un madrigal va descriure l'amiga com «una veritable mitjancera entre el cel i ell, una dona divina a la qual implora benevolència i condescendència per tal d'elevar la seva misèria a l'altura del camí tortuós de la benaurança». Segons Condivi, un cop morta Vittoria, Miquel Àngel va caure en un estat «que durant força temps semblava boig»; va entrar en una espècie de deriva i es va veure arrossegat per les seves obsessions religioses. Tot plegat, aquest estat el va impulsar a compondre una sèrie de poemes pessimistes on, ja d'una manera radical, va exposar la seva absoluta decepció pel valor de l'art. Aquesta obsessió per la religiositat va fer que les seves obres en els últims anys de la seva vida fossin més elaborades i realitzades amb més calma.

## Antecedents
Al segle xvi, Itàlia es trobava immersa en una etapa molt creativa que variava segons el lloc, i que va donar com a resultat una gran diversitat de tendències i de noves línies d'expressió artística. Així, a Florència triomfaven les teories científiques i la filosofia de Plató, mentre que a Venècia les idees s'inclinaven més cap als ensenyaments d'Aristòtil, que tendien cap a una llibertat més gran i més fantasia. El color era el concepte primari a l'art venecià, mentre que a Florència, en canvi, predominava la noció del dibuix. El teòric Marco Pino ho va exposar amb gran claredat quan va dir:
Erwin Panofsky va saber descriure aquesta síntesi en un text:
| « | Després dels estudis de Ludwig von Scheffler, de Borinski i de Thode, no es pot discutir que la visió del món expressada per Michelangelo està inspirada de forma substancial en la metafísica neoplatònica, la qual, directament i indirecta (primer per les seves assídues lectures de Dant i Petrarca, i en segon lloc per l'innegable influx dels ambients humanístics de Florència i de Roma) s'havia obert pas a la seva mentalitat. | » |

El corpus dels dibuixos realitzats per Miquel Àngel va ser molt ample i important. Segons informa Giorgio Vasari, el gran artista acostumava a cremar les obres que no el satisfeien totalment:
| « | ... com ara dissenys, apunts i cartons fets de la seva mà, per tal que ningú no veiés les fatigues que havia passat i les formes que havia de provar i assajar el seu enginy fins que apareixia perfecte. | » |

Tanmateix, malgrat totes aquestes destruccions, Miquel Àngel va deixar molts dibuixos a la seva casa de Florència, a més dels que va regalar en vida als seus amics, entre ells a Vittoria Colonna i a Tommaso Cavalieri. Així, es troben dibuixos i esbossos del gran mestre principalment a Florència: a la Casa Buonarroti i a la Galleria degli Uffizi. També n'hi ha al Museu Britànic, l'Ashmolean Museum, al Castell de Windsor, al Museu del Louvre, als Museus Vaticans, a l'Albertina de Viena, etc.

## Història

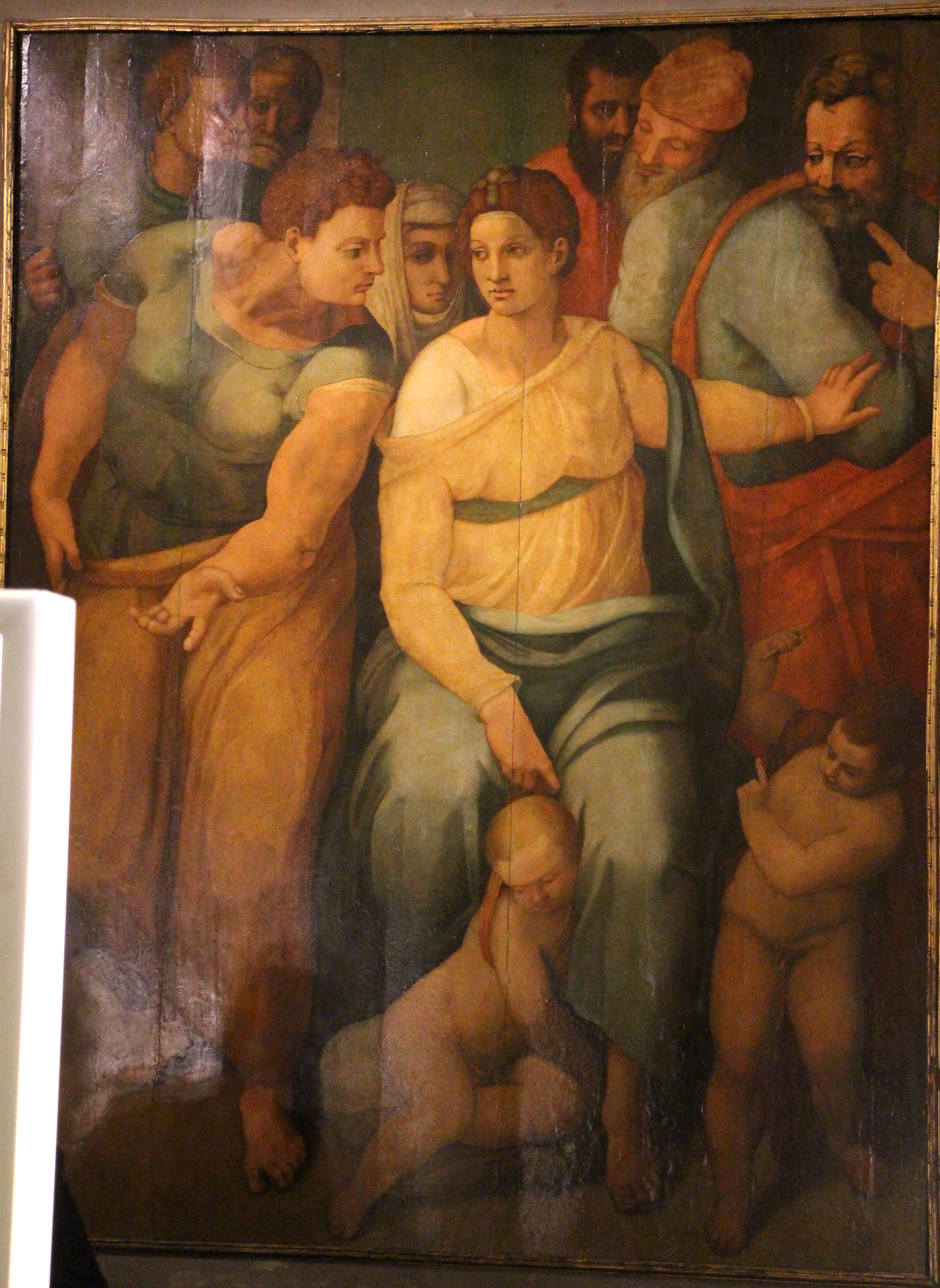
L'Epifania de Ascanio Condivi, Casa Buonarroti, Florencia

L'Epifania es troba documentat a l'inventari realitzat per Luigi Della Torre amb data 19 de febrer de 1564 amb aquestes paraules:
 Un altre inventari va ser elaborat per Daniele da Volterra per a Vasari de les obres deixades per Miquel Àngel. En ell s'esmenta, «El que pintava Ascanio, si te'n recordes». L'Epifania va passar a les mans de Fulvio Orsini, que també posseïa un altre dibuix, el qual va donar part de la seva col·lecció a Odoard Farnese.
Està datat envers l'any 1550, de l'època dels dibuixos de figura del període més tardà de Miquel Àngel, i realitzat per tant a Roma on residia en aquells anys. Com en altres esbossos seus, (per exemple un Mercuri que empeny a Enees que va servir a Daniele da Volterra per a una de les seves pintures, conservada en una col·lecció privada sueca, aquest dibuix va servir a Ascanio Condivi per a la realització d'una pintura que mai no va arribar a acabar. Condivi, pintor i biògraf de Miquel Àngel, va aconseguir el dibuix de la casa Buonarroti, el va retocar i també hi va afegir alguns caps de personatges al fons. Ja en el segle xix, un cobrador escocès anomenat John Malcolm de Poltalloch el va comprar per només onze lliures i sis penics, i a la seva mort el 1893 el seu fill John Wingfield Malcolm va donar el dibuix al Museu Britànic.
L'Epifania, junt amb el cartó de Nàpols (263x156 cm) realitzat per al fresc de la Crucifixió de Sant Pere de la capella Paulina cap a 1546, són els dos grans esbossos conservats de Miquel Àngel. El de Nàpols, conservat al Museu de Capodimonte, està compost per 19 folis aplicats sobre tela i executat amb guix negre i aquarel·la. Aquesta obra mostra el picat per damunt de tot el dibuix amb el que es facilitava la transferència sobre el mur a pintar, tanmateix al de l'Epifania no es veu cap senyal de punxat. El dibuix de la Crucifixió de Sant Pere va pertànyer a la col·lecció de Fulvio Orsini i va passar a la de Farnese junt amb el de l'Epifania.

### Autoria
El debat sobre el possible significat de l'obra també es reflecteix en la naturalesa una mica nebulosa de la seva composició: encara que les figures són fortament definides, molts dels contorns dibuixats i dels pentimenti, juntament amb l'enfosquiment de les fulles, contribueixen a donar una impressió de vaguetat que només desapareix després d'una acurada observació.
L'obra es presenta menys acabada i definida que altres de la mateixa categoria. Tot i ser un esbós, els seus contorns són moltes vegades redibuixats com si es tractés d'un dibuix, i hi ha un nombre significatiu de pentimenti, un dels més significatius en l'àrea del cap de la Verge i l'espatlla, el qual és vist per Perrig com un exemple de la manca d'aptitud de l'autor.
L'única excepció de rebuig de l'autoria del dibuix ve donada per Perrig que l'atribueix com a obra d'Ascanio Condivi i interpreta la nota de Daniele da Volterra: «Que pintava Ascanio» com a relació amb el mateix dibuix en lloc de la pintura que va realitzar Condivi, Perrig parla sobre el dibuix: «que encara que d'aparença matuserra —en certa manera pel seu destí com a pintura—- és una obra impressionant, de manipulació lírica en algunes bandes», tanmateix s'absté d'explicar com es va poder produir d'aquest dibuix un quadre tan mediocre pel, segons ell, mateix autor Ascanio Condivi.

## Iconografia
El tema de l'obra és un enigma: si bé en l'inventari pòstum de les possessions de Miquel Àngel, de 1564, apareix esmentat com epifania, l'Adoració dels Reis Mags, dits reis no es troben representats en l'obra. Wilde descriví l'obra com «una espècie de sacra conversazione».
Fins a l'aparició de l'anàlisi de Gombrich (1986) va prevaldre la interpretació feta per Thode (1908). Thode donà una significació més àmplia de l'epifania. Per l'estudiós la figura adulta situada a la dreta de Maria representa al profeta Isaïes, el qual profetitzà la revelació del Fill de Déu al món. Així mateix la postura del Baptista nen, tot observant un Jesús gairebé ocult entre els genolls de Maria, junt amb les figures del fons que semblen no estar assabentades de la presència d'aquest, semblen promoure aquest sentit de revelació. Així l'obra representaria el moment de l'acompliment de la profecia d'Isaïes. Des d'aquest punt de vista el moviment de la Verge cap a Sant Josep semblaria indicar que Crist no descendeix d'ell. No obstant aquesta interpretació se soscava davant la improbabilitat que algú encarregués una obra en què es barregen imatges de l'antic i del nou testament.
També és possible que l'obra fes referència als fills que Sant Josep va tenir d'un anterior matrimoni i, per tant, fillastres de Maria, segons els Evangelis apòcrifs a la Història copta de Josep el fuster, història també explicada per Sant Epifani.
Ernst Gombrich el 1986 va donar com a interpretació iconogràfica la puresa de la Verge després del seu matrimoni amb Sant Josep la qual quedaria simbolitzada en el gest de Maria de rebuig al seu marit. Així l'historiador dona com a al·lusió al títol de l'Epifania al monjo del segle ix Epifani, pare de l'església Grega, de vegades citat als decrets del Concili de Trento i que era defensor de la virginitat perpètua de Maria.
Segons Gombrich les figures del fons del dibuix representen els fills de Josep. I continua argumentant que el personatge amb qui conversa la Verge és Sant Julià. La vida de Sant Julià es concentra a la seva castedat i amb una dona verge, ja que el seu matrimoni no es va consumar, evidentment la representació de Sant Julià complementa el tema de la puresa de la Verge, proposat per Gombrich.
Aquesta interpretació ha estat subjecta a problemes com, per exemple, el que siguin els fills de Sant Josep les figures del fons, ja que n'hi ha una amb barba i d'edat madura cosa que és inadequada per sostenir aquesta relació familiar.

## Composició

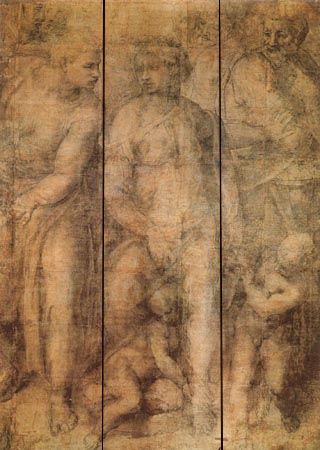
Línies paral·leles imaginàries que en mostren la composició.

La composició mostra com a figures principals: la Mare de Déu amb l'Infant Jesús entre les seves cames, una altra figura adulta, a la seva esquerra, representa Sant Josep, davant d'ell hi ha Sant Joan Baptista nen i una altra figura adulta jove a la dreta de Maria que resta sense identificar i amb la qual sosté Maria una conversa. Crida l'atenció el gest realitzat per Maria com si volgués apartar Sant Josep.

Les figures es troben ajustades dintre d'un sistema de composició de paral·leles, tot donant una impressió de voler conjuminar totes en una. La posició de l'Infant Jesús, entre les cames de la seva mare, simbolitza una nova introducció a l'úter i la curiositat de la figura del nen Joan Baptista s'aprecia des de la seva col·locació, a la seva esquerra, on gira el seu cap i la mirada vers Jesús:
| «                   | La presència del Salvador és de caràcter esotèric, atès que només existeix per als iniciats, per a aquells als qui els ho ha revelat a l'ànima, però no es manifesta als qui el cerquen a l'exterior. | » |
| — Charles de Tolnay | |   |

Presenta unes línies sense forçar massa el dibuix, la Verge amb un contrapposto suau en el centre de la composició, ofereix el contrast amb les corbes del Nen entre les seves cames, que recorda les figures de les tombes dels Mèdici (és important recalcar la composició piramidal que té l'Infant). Sembla com si modelés les cames, torsos i braços amb una monumentalitat expressiva i amb la base de clarobscur que deixava el dibuix «inacabat». Els tres caps de personatges que es mostren al fons, segons Tolnay, van ser afegits posteriorment per Ascanio Condivi, quan va emprar aquest dibuix que tenia en el seu poder, per realitzar una pintura inacabada amb el tema de la «Sagrada Família». Els dibuixos realitzats en aquesta època, entre ells l'Epifania, presenten l'amplitud i grandiositat de les formes romanes, les formes serpentejants de Florència es canvien amb l'equilibri frontal del dibuix i és a partir de l'any 1550 quan, Miquel Àngel, deixa traslluir l'espiritualitat sobre la matèria.

## Material
El material emprat van ser vint-i-sis fulls de paper de color bru amb una mesura de 232,7x165,6 cm. Emprant per al seu dibuix barretes de carbonet en color negre, aquesta tècnica permet fer el dibuix mitjançant línies i taques esfumades i variar la intensitat de la pressió sobre el paper, aconseguint gammes de grisos i facilitant una correcció fàcil amb un cop sec de qualsevol tros de tela.
En aquella època, el paper realitzat a mà no es feia de mida gran per la qual cosa Miquel Àngel va haver d'emprar fulls petits i unir-los. Durant una exposició de 2006 del Museu Britànic de dibuixos de Miquel Àngel, es va examinar el dibuix mitjançant la denominada tècnica de «llum rasant». Es va poder esbrinar la marca d'aigua que mostrava una àncora dintre d'un cercle, així com les unions entre els fulls que amb el pas del temps s'han anat alineant amb més paper i roba i han causat distorsions i divisions a la superfície també per la tensió a les vores per haver estat unit a un bastiment de fusta.

## Connexions amb altres obres
El dibuix de l'Epifania és contemporani dels frescs realitzats per a la Capella Paulina del Vaticà que representen La conversió de sant Pau i el Martiri de sant Pere. Els seus dibuixos de Cristos a la Creu, i l'Anunciació del Museu Britànic són obres religioses d'aquesta època. Les escultures de la Pietat florentina, la Pietat Palestrina i la Pietat Rondanini van ser començades totes tres a voltants de 1550. D'aquest any data també la primera edició de la biografia de Giorgio Vasari sobre el mestre.